# Nokia 7600
Nokia 7600（ノキア7600）は、ノキアが発売したW-CDMA/GSM方式の携帯電話端末である。
日本でもノキア・ジャパンから2004年6月15日に発売された。

## スペック
- 名称 : Nokia 7600
- 製造 : ノキア
- 対応規格 : W-CDMA、GSM 900/1800（GSM1900は非対応）
- 外形寸法 : 87mm×78mm×18.6mm（幅×高さ×厚さ）
- 重量 : 123g
- 連続通話時間 : 最大2.9時間(W-CDMA)/最大4時間(GSM)
- 連続待受時間 : 最大12.5日間(W-CDMA/GSM)
- 液晶表示 : 128×160ドット 65,536色
- メッセージング : SMS/MMS/E-mailクライアント
- 内蔵ブラウザ : WAP 2.0/XHTML
- 外部インターフェイス : USBケーブル接続、Bluetooth、IrDA
- Java : Java ME MIDP 1.0, CLDC 1.0
- カメラ : 32万画素CMOS 640×480ドット、動画撮影対応
- OS/プラットフォーム : Series 40 Developer Platform 1.0

## 特徴
平行四辺形の角を落とした、木の葉のような斬新なデザインが特徴の機種。画面は本体正面の中央に位置し、その両側に数字キーが5個ずつ並んでいる。Xpress-on™スリーブ採用により外装の着せ替えが容易。
日本と韓国を含むアジア太平洋・ヨーロッパ・アフリカのほとんどの国で使用可能。ただしGSM1900非対応のため北米・中南米では使用できない。
ノキア・ジャパンから日本語化されたモデルが販売されていた。また、一部の家電量販店などでも販売していた。
現在は、ノキアストアでの取扱は終了しているが、株式会社ジーエーピーが、ノキアストアで販売していたものと同じくSIMロックのない日本語版（グレーのみ）を販売している。

## キャリア
ノキア・ジャパンが販売していたものにはSIMロックがかかっていないため、多くのキャリアで使用可能である。
日本国内でもFOMAおよびSoftBank 3Gのネットワークで使用可能。ただしノキア・ジャパンはSoftBank 3Gネットワークでしか動作を保証していない。
FOMAまたはSoftBank 3Gの契約で使用する場合、音声通話・SMS・データ通信以外のキャリア固有機能（ウェブ・メール/MMS・アプリなど）は、利用できないか、利用できても制限がつくことがあるので注意が必要。WEB機能を使う場合は、ドコモはmopera U、ソフトバンクはS!ベーシックパックの契約が必要。Vodafone日本法人時代は、特に必要なオプション契約はなかった。
日本語版は、FOMAネットワークで使われているW-CDMA Release 99規格にも対応しているものとみられ、非対応のW-CDMA端末よりも良好な条件で利用できる。

## 評判
特異な形状のため使いにくいように思われるが、利用者の間では、手になじみやすくよく考えられた形状であるとの意見が多い。
また、日本語版は、海外で携帯電話をヘビーに使う日本人が希望する条件である
- 日本と海外で使用可能であること
- 日本語が使用可能であること
- 正規にSIMフリーモデルが入手可能であること

をすべて満たす唯一の機種として重宝された。2006年6月にNokia 6630日本語スタンダード版が発売となるまで、この条件を満たす機種は他にはほぼ存在しなかった。

## カラー
- 本体色
  - グレー
  - ホワイト
- Xpress-on™スリーブ
  - プラム
  - オリーブ
  - ブラック（限定モデル）
  - ピンク（限定モデル）
  - キウィグリーン（限定モデル）